# 마리조제 나트
마리조제 나트(Marie-José Nat, 1940년 4월 22일 ~ 2019년 10월 10일)는 프랑스의 배우이다.

## 출연 작품
- 바츠 섬 살인사건 (2015)
- 생명의 기차 (1998)
- 안나 (1981)
- 7대 죄악 (1962)
- 진실 (1960)